# HARD WAY TOUR 1991
『HARD WAY TOUR 1991』（ハード・ウェイ・ツアー・ナインティーン・ナインティワン）はSHOW-YAの2枚目のライブ・アルバム。

## 内容
1991年2月11日に名古屋市公会堂で開催された『HARD WAY TOUR 1991』ライブの模様を収録。
脱退を発表した寺田恵子在籍時のラストツアー。
初回盤特典はフラッグポスター。
ライブ・ビデオは同年5月12日に発売されているが、本ライブ・アルバムとは収録曲が異なる。

## 収録曲
作詞:安藤芳彦（特記以外）　全編曲：SHOW-YA
1. METALLIC WOMAN
作曲:五十嵐美貴
2. LIFE IS DANCING
作曲:角田美喜・仙波さとみ
3. 私は嵐
作曲:寺田恵子
4. BLUE ROSE BLUES
作曲:寺田恵子
5. 何故
作曲:寺田恵子
6. Keyboard solo（Instrumental）→BATTLE EXPRESS（Instrumental）→魔性
作曲:中村美紀→作曲:五十嵐美貴→作曲:中村美紀
7. MAKE IT UP -どうにかしてよ-
作曲:五十嵐美貴
8. LOOK AT ME!
作詞:安藤芳彦・寺田恵子 作曲:SHOW-YA
9. Fairy
作詞:寺田恵子 作曲:五十嵐美貴
10. ギャンブリング
作曲:五十嵐美貴
11. 限界LOVERS
作曲:寺田恵子・五十嵐美貴